# Super Rugby
Il Super Rugby è una competizione professionistica di rugby a 15 che si svolge, dal 1996 e con denominazioni diverse, su base annuale tra squadre professionistiche di Australia, Nuova Zelanda, Figi e, in passato, Sudafrica, Argentina e Giappone.
La competizione è nata nel 1996 organizzata da SANZAR, lega professionistica espressione delle federazioni di Nuova Zelanda, Australia e Sudafrica che dallo stesso anno avevano dato vita al Tri Nations dedicato alle rappresentative nazionali. Inizialmente il numero cardinale che accompagnava il titolo indicava quello delle squadre che vi partecipano; nelle prime dieci edizioni, infatti, il torneo si chiamò Super 12 in quanto composto da 12 squadre (tre australiane, quattro sudafricane e cinque neozelandesi); nel 2006 assunse il nome di Super 14 quando la competizione fu aperta a un'ulteriore squadra australiana e una sudafricana; dall'edizione 2011 ha assunto la denominazione di Super Rugby dopo che, con l'ingresso dei Melbourne Rebels, ognuna delle tre Federazioni era rappresentata da cinque squadre. Dal 2016 al 2017 al torneo hanno partecipato 18 squadre, con l'ingresso di una sesta squadra sudafricana, di una argentina e di una giapponese. Dal 2018 si è tornati a 15 squadre con l'esclusione di due squadre sudafricane e di una australiana. Nel 2020, a causa della pandemia di Covid-19, il torneo è stato interrotto e poi sostituito da competizioni a livello locale in Nuova Zelanda, Australia e Sudafrica. Con l'uscita delle squadre sudafricane, confluite nella competizione transfrontaliera europea United Rugby Championship, e di quelle argentina e giapponese, il torneo è stato ribattezzato Super Rugby Pacific con la presenza di sole squadre neozelandesi, australiane e con l'ingresso di una formazione in rappresentanza delle Figi e di una in rappresentanza delle isole minori del Pacifico (Tonga, Samoa, ecc.).
Le squadre che prendono parte al torneo rispondono al criterio delle franchise, ovvero club che coprono un territorio in maniera esclusiva senza concorrenza con altri club, e al quale afferiscono le squadre semiprofessionistiche o dilettantistiche limitrofe: per esempio la franchise australiana dei Reds, di Brisbane, è espressione dei club del Queensland, che ad essa forniscono giocatori.
Tutte le franchise sono di proprietà delle rispettive federazioni nazionali, fatta eccezione per i Melbourne Rebels la cui proprietà è di un gruppo imprenditoriale esterno alla Federazione australiana.
Per esigenze di sponsorizzazione il torneo è stato chiamato Investec Super Rugby in Nuova Zelanda, Asteron Life Super Rugby in Australia e Vodacom Super Rugby in Sudafrica.
La copertura televisiva è assicurata in oltre 40 Paesi in tutto il mondo.

## Storia
| Stagione | Campione              |
| -------- | --------------------- |
| 1986     | Canterbury            |
| 1987     | Auckland              |
| 1988     | Auckland e Canterbury |
| 1989     | Auckland              |
| 1990     | Auckland              |
| 1991     | non disputato         |

La prima competizione tra squadre dell'emisfero Sud fu il South Pacific Championship, lanciato nel 1986. Esso consisteva di una competizione organizzata dalla New South Wales Rugby Union (NSWRU) su invito, presero parte tre squadre neozelandesi (Auckland, Canterbury, Wellington), due squadre australiane, Queensland e New South Wales, e la nazionale figiana, all'epoca la più competitiva delle nazionali del Pacifico. L'impulso per iniziare la competizione era di fornire partite regolari per le squadre del Nuovo Galles del Sud e del Queensland nel tentativo di competere contro il rugby league, che stava espandendo il suo campionato in Australia.
Nel '91 la NSWRU, in crisi economica, non riuscì ad organizzare il torneo.

### Super 6 e Super 10
La competizione fu rilanciata nel 1992 come Super 6 (o Super Sixes), dopo la vittoria australiana alla Coppa del mondo 1991. Il torneo fu vinto dal Queensland.
| Stagione | Campione   |
| -------- | ---------- |
| 1992     | Queensland |

La competizione ebbe un tale successo che dopo un solo anno fu ristrutturata dando origine alle Super 10 Series (o Super Tens), che accolse anche le squadre sudafricane più le Samoa nel 1993 e 1994, e Tonga nel 1995, si trattava delle vincenti del Pacific Tri-Nations, il torneo che si disputava ogni anno tra le nazionali isolane del Pacifico.

### Super 12
| Stagione | Campione   | Risultato | Finalista |
| -------- | ---------- | --------- | --------- |
| 1993     | Transvaal  | 20 - 17   | Auckland  |
| 1994     | Queensland | 21 - 10   | Natal     |
| 1995     | Queensland | 30 - 16   | Transvaal |

Dopo il passaggio al professionismo decretato nell'agosto 1995, Australia, Nuova Zelanda e Sudafrica fondarono la Sanzar per amministrare un torneo a 12 squadre riservato alle selezioni provinciali, oltre ad avviare il torneo dei Tri Nations tra le nazionali.
Una spinta importante venne dai timori nati dalla concorrenza del rivale Rugby League specialmente in Australia e Nuova Zelanda. Era infatti nata una competizione denominata “Super League” tra squadre australiane e neozelandesi, che offriva elevati stipendi. Un'altra spinta arrivò dalla nascita in Australia delle pay-TV . Fu firmato un contratto decennale con la News Corp per 555 milioni di US$.
La competizione ebbe così il via nel 1996 con 5 province neozelandesi, 4 sudafricane e 3 australiane.
Il primo successo arrise agli Auckland Blues che sconfissero gli Sharks 45 - 21 in finale.
I Blues si confermano nel 1997 sconfiggendo in finale gli ACT Brumbies 23 – 7.
I Blues fallirono il tris, quando furono sconfitti nella finale del 1998 dai Canterbury Crusaders per 13 - 20.
Iniziò così il dominio per 3 stagioni dei Crusaders che vinceranno ancora nel 1999 (contro Otago Highlanders) e nel 2000 (contro ACT Brumbies).
L'edizione del 2001 fu la prima senza una squadra neozelandese in finale, disputata dagli ACT Brumbies e dai Sharks con la vittoria dei primi per 36 – 6.
Si cominciò a quei tempi a parlare di un allargamento ad una quarta squadra Australiana, piuttosto che ad una quinta sudafricana. Si parlò anche di includere una selezione delle nazioni polinesiane (Samoa, Figi, Tonga) ossia i Pacific Islanders.
Nel frattempo, però i Crusaders tornarono al successo (il quarto) nel 2002 e lasciando ai Blues il titolo nel 2003.
Nel 2004 I Brumbies si presero la rivincita e sconfissero 47 - 38 i Crusaders.
Crusaders che tornarono al successo nel 2005 battendo 35 - 25 i New South Wales Waratahs

### Super 14
Nel settembre 2004 la Sanzar iniziò le trattative per un nuovo contratto televisivo con la News Corporation per i diritti allargati ad Australia, Nuova Zelanda, Regno Unito, Italia e con Supersport per il Sud Africa. Il contratto quinquennale aveva un valore di 323 milioni di US$, ma prevedeva la possibilità per la SANZAR di rivendere i diritti per Francia, Inghilterra, America.
Australia e Sud Africa aggiunsero una squadra ciascuno. Fu proposto di dividere la competizione in due gironi di 7 squadre, ma la proposta fu rifiutata così l'ipotesi di ammettere l'Argentina e i Pacific Islanders.
La nuova squadra australiana fu creata all'uopo con base a Perth e fu denominata Western Force.
Per quanto riguarda il Sud Africa ci furono molti problemi, visto che molte delle province partecipanti alla Currie Cup si fecero avanti. Furono aggiunti alla fine i Central Cheetahs, che riunivano i giocatori dalle province di Free State e Northern Cape.
Il torneo fu vinto dai Crusaders, che sconfissero i Wellington Hurricanes per 19 - 12.
Nella stagione 2007 i 22 giocatori della Nazionale di rugby neozelandese saltarono i primi sette turni come parte di un "conditioning programme", in preparazione alla Coppa del mondo di Rugby (2007).
Alla fine della Regular Season, per la prima volta dal 1998, nessuna squadra australiana raggiunse la semifinale e per la prima volta due squadre sudafricane arrivarono in finale, gli Sharks ed i Bulls, la finale si svolse a Durban, con la vittoria dei Bulls per 20-19.

### Super 15
La SANZAR nel 2009 svelò i suoi progetti per un ulteriore allargamento del torneo a partire dal 2011, seguendo la proposta australiana di strutturare la competizione dividendola in 3 gironi, detti conference, ognuna delle quali con cinque squadre, ammettendo dunque un'altra franchigia australiana.
Ogni squadra avrebbe giocato due volte contro le altre quattro della propria nazione e una volta sola le altre 10 squadre. Il torneo si sarebbe concluso con delle finali a 6.
La licenza per la costituzione della quindicesima squadra fu data allo stato di Victoria, e al nuovo team fu dato il nome di Melbourne Rebels, preferiti ai sudafricani Southern Kings.

### Super Rugby: 18 squadre
Nel febbraio 2012 Greg Peters, capo della SANZAR, annunciò che l'organizzazione stava prendendo in considerazione l'aggiunta di nuove franchigie in Argentina, Giappone e Stati Uniti a partire dal 2016, il primo anno del contratto televisivo seguente dalla SANZAR. Il 2016 sarebbe stato peraltro l'anno dello sbarco del rugby a sette alle Olimpiadi di Rio, fatto che avrebbe affacciato allo sport molte altre nazioni, tra cui, appunto, Giappone e USA.
Avendo inoltre già il Sudafrica sei franchigie ma solo cinque posti disponibili nel Super Rugby si risolse il problema ammettendo definitivamente la sesta sudafricana, i Southern Kings, con base a Port Elizabeth, a partire dall'edizione del 2016
Nel 2014 le franchigie dei Jaguares di Buenos Aires e dei Sunwolves di Tokyo furono anch'esse ammesse a partire dalla stessa edizione.
Il primo campionato a 18 squadre fu caratterizzato da un dominio incontrastato delle squadre neozelandesi, che portarono 4 franchigie su 5 alla fase a eliminazione diretta (Hurricanes, Highlanders, Crusaders e Chiefs), di cui 3 raggiunsero la semifinale, e gli Hurricanes vinsero il loro primo titolo battendo in finale a Wellington i Lions 20-3.
Le squadre australiane al contrario entrarono presto in una fase di aperta crisi, con continue sconfitte negli scontri con le compagini neozelandesi che portarono ai quarti di finale i soli Brumbies, vincitori della conference, che furono peraltro subito eliminati dagli Highlanders. Da ricordare negativamente è la stagione della Western Force, in preda al caos sia sul piano sportivo che su quello economico e fanalino di coda del girone australasiano.
In Sudafrica vinsero facilmente la loro conference Lions e Stormers, mentre la wild card fu occupata dagli Sharks, avvantaggiati rispetto ai Bulls dal fatto di non dover incontrare durante la regular season nessuna squadra neozelandese.
Le squadre all'esordio, da cui comunque non ci si aspettava molto, occuparono 3 degli ultimi 4 posti della classifica complessiva dei gironi africani, con scarti in classifica imbarazzanti dalle squadre partecipanti alle finali (21 punti per i Jaguares, 34 per i Sunwolves e i Southern Kings).
Nel 2017 vi furono alcune conferme di squadre già in un ottimo periodo (Hurricanes, Highlanders, Chiefs, Lions), ma il torneo vide la vittoria, a nove anni di distanza dall'ultima volta, dei Crusaders, che dominarono la regular-season con 14 vittorie e una sola sconfitta, classificandosi al secondo posto in classifica ed eliminando in ordine Highlanders e Chiefs, prima di vincere la finalissima contro i Lions 25-17.
Vi furono grandi miglioramenti da parte dei Jaguares, anche se non tali da mandare la franchigia argentina alla fase finale, mentre i Sunwolves ottengono, nonostante una stagione disastrosa, una storica vittoria all'Eden Park contro i Blues.
Fu disastrosa infine la situazione del rugby australiano: comprendendo anche il quarto di finale tra i Brumbies (nuovamente unica rappresentante aussie ai play-off) e gli Hurricanes il bilancio negli scontri diretti con le squadre delle altre sponde del mare di Tasman è di 26 sconfitte in altrettanti incontri. Visti anche i risultati sul piano sportivo delle squadre australiane fu deciso il taglio della Western Force (nonostante un campionato dignitosissimo) a partire dalla stagione successiva. In Sudafrica invece furono tagliati dal Super Rugby Cheetahs e Kings, che entrarono nel Pro 14 dalla stagione 2017-18

### Ritorno a 15 squadre
Nell'aprile 2017, SANZAAR conferma che la competizione sarebbe stata riportata a 15 squadre a partire dal 2018; alle singole federazioni viene affidata la scelta. Alla fine vengono meno due squadre sudafricane e una australiana.
Il Sudafrica schiererà solo 4 squadre: i Bulls, i Lions, gli Sharks e gli Stormer, mentre Cheetahs e Southern Kings vengono tagliate, ma ad agosto 2017 vengono entrambe aggregate al Pro 12, che dalla stagione 2017/2018 diventa Pro14.
L'11 agosto 2017 la ARU annunciò il ritiro della licenza al Western Force giustificando la decisione con motivi finanziari; le polemiche non tardarono ad arrivare in quanto la franchigia di Perth aveva terminato il girone al secondo posto, il proprietario dei Western Force minacciò azioni legali contro la decisione della federazione.

### Leghe domestiche 2020 e 2021
L'avvento del COVID-19 nel 2020 ha costretto una rivisitazione della formula del Super Rugby 2020, edizione interrotta e poi sostituita da formule domestiche nel 2020 e nel 2021. Dal 2022 è stata adottata una nuova formula a 12 squadre, tutte appartenenti al continente dell'Oceania.
Torneo principale interrotto nel 2020: 
- Super Rugby 2020

Tornei domestici 2020:
- Super Rugby AU 2020 (Australia)
- Super Rugby Aotearoa 2020 (Nuova Zelanda)
- Super Rugby Unlocked 2020 (Sudafrica)

Tornei domestici 2021:
- Super Rugby AU 2021 (Australia)
- Super Rugby Aotearoa 2021 (Nuova Zelanda)

### Super Rugby Pacific
Dal 2022 (Super Rugby Pacific 2022) è stata adottata una nuova formula a 12 squadre, tutte appartenenti al continente dell'Oceania, pertanto la denominazione "Pacific". 
Con il ritorno a 12 squadre dopo l'uscita dell'Argentina, il rientro di Western Force e l'uscita definitiva del Sudafrica, le federazioni australiana e neozelandese hanno concluso un accordo per mantenere la formazione 2022 (5 squadre australiane, 5 squadre neozelandesi, 1 squadra figiana e 1 rappresentativa delle isole del Pacifico con sede in Nuova Zelanda) fino al 2030 e per introdurre modifiche societarie al gruppo di gestione del torneo: l'accordo infatti istituisce un comitato di direzione di nove persone che include cinque membri (incluso il presidente) indipendenti, e un rappresentante ciascuno dalle federazioni australiana e neozelandese nonché dai rappresentanti del sindacato rugbisti sia australiano che e neozelandese.
Dopo l'esclusione degli australiani Melbourne Rebels, il numero di squadre partecipanti si è ridotto a 11, di cui 5 neozelandesi, 4 australiane, 1 figiana e 1 in rappresentanza delle isole del Pacifico, ma con sede in Nuova Zelanda.

## Formula della competizione
La formula storica della competizione, fino al Super 14 2010, era quella di una stagione regolare di tipo Round-robin (girone unico all'italiana con gare di sola andata) con playoff cui accedevano le prime quattro della classifica; le semifinali avvenivano con incontro in gara unica tra le prime due che ospitavano in ordine inverso le seconde due (la prima contro la quarta e la seconda contro la terza); la finale si disputava in casa della semifinalista vincitrice meglio classificata durante la stagione regolare.
La stagione 2016, con l'ingresso di Southern Kings, Jaguares e Sunwolves, ha favorito l'instaurazione di una nuova formula. 
Le diciotto squadre erano divise in due gruppi, Australasia e Africa, per un totale di quattro Conference (sul modello dei campionati professionistici nordamericani), la Australian Conference, la New Zealand Conference, l'Africa 1 Conference e l'Africa 2 Conference, (nelle conferences africane, di quattro franchigie ciascuna, sono raggruppate le squadre afferenti ad Argentina e Giappone).
Durante la stagione regolare tutte le squadre delle conference africane giocavano tra di loro in partite di andata e ritorno, mentre le squadre australiane e neozelandesi giocavano 2 volte contro 2 squadre e una volta sola contro le altre due. Gli altri 11 incontri venivano giocati contro le squadre dell'altra conference del proprio girone e contro una sola conference dell'altro girone 
In totale, quindi, ogni squadra disputava 15 incontri: 8 nella propria conference (4 dei quali in casa) e i restanti 7 con altre franchigie, evitando completamente di giocare contro una conference, fatto che aveva portato a numerose controversie per il fatto che vi siano squadre africane che non giocassero contro squadre neozelandesi, notoriamente molto forti.
Si qualificavano per i playoff otto squadre: la prima classificata di ogni conference e le altre quattro squadre con il migliore punteggio complessivo, indipendentemente quindi dalla posizione d'arrivo nella propria conference (il che rende possibile, in linea teorica, che la terza o perfino la quarta classificata di una conference possa qualificarsi a scapito della seconda classificata di un'altra).
Veniva poi stilato un ordine di qualificazione o seeding: ai primi quattro posti, in ordine di punteggio, le quattro squadre prime classificate; a seguire le altre quattro squadre, sempre in ordine di punteggio.
I playoff prevedevano quarti di finale che vedono fronteggiarsi, in gara unica, la squadra al seeding numero 5 contro quella con il numero 8, e quella al numero 6 contro quella al numero 7; le gare si svolgevano in casa della squadra con il seeding migliore.
In semifinale, la squadra con il seeding più basso rimasto riceveva in gara unica la squadra con il seeding più alto rimasta dal preliminare, mentre quella col secondo seeding più basso riceveva l'altra squadra. In finale si affrontano le due squadre rimaste, con quella col seeding più basso ad avere il vantaggio di giocare in casa.
Dalla stagione 2018 le numerose polemiche riguardo al formato a 18 squadre hanno costretto la SANZAAR a riportare il torneo a 15. Il taglio ha riguardato due team sudafricani (Cheetahs e Southern Kings) e uno australiano (Western Force). Si torna al formato adottato tra il 2011 e il 2015, con una formula che prevede tre gironi in cui ogni squadra incontri tutte quelle del suo girone due volte (andata e ritorno), quattro squadre di un girone in casa propria e altre quattro del terzo fuori casa, per un totale di 16 incontri. A qualificarsi ai playoff sono però otto squadre, come nelle due edizioni precedenti: le vincitrici delle tre conferences e le altre cinque squadre con più punti nella classifica generale, indipendentemente dalla conference di appartenenza. L'ordine di qualificazione o "seeding" determina la squadra che gioca in casa, quindi le prime quattro giocheranno in casa in gara unica contro le altre quattro qualificate in ordine di classifica inverso. Semifinali e finale sono giocate in casa della migliore classificata in regular season.
Il sistema di punteggio è quello dell'Emisfero Sud: per ogni incontro sono in palio 4 punti per la vittoria, 2 per il pareggio e nessuno per la sconfitta, più un punto supplementare per qualsiasi squadra che realizzi almeno tre mete più dell'avversario e un ulteriore punto per la squadra che limiti il passivo della sconfitta a 7 punti di scarto o meno.

## Squadre partecipanti e ambiti territoriali

### fino al 2019
Di seguito i partecipanti suddivisi per paese, fino al 2019. 
| Paese         | Squadra                       | Sede             | Area                                                                                                  |
| ------------- | ----------------------------- | ---------------- | --- |
| Argentina     | Jaguares                      | Buenos Aires     | Argentina                                                                                             |
| Australia     | Brumbies                      | Canberra         | Territorio della Capitale Australiana più il Nuovo Galles del Sud meridionale                         |
| Australia     | Rebels                        | Melbourne        | Stato di Victoria                                                                                     |
| Australia     | Reds                          | Brisbane         | Stato del Queensland                                                                                  |
| Australia     | Waratahs                      | Sydney           | Stato del Nuovo Galles del Sud centrale e occidentale                                                 |
| Australia     | Western Force (fino al 2017)  | Perth            | Stato dell'Australia Occidentale                                                                      |
| Giappone      | Sunwolves                     | Tokyo, Singapore | Giappone, Asia orientale                                                                              |
| Nuova Zelanda | Auckland Blues                | Auckland         | Penisola di Northland e la regione di Auckland centrale e settentrionale                              |
| Nuova Zelanda | Chiefs                        | Hamilton         | I distretti di Waikato, Tauranga, Rotorua e New Plymouth, oltre la parte meridionale di Auckland      |
| Nuova Zelanda | Crusaders                     | Christchurch     | Le regioni di Canterbury, Tasman, Nelson, West Coast e Marlborough                                    |
| Nuova Zelanda | Highlanders                   | Dunedin          | I distretti di Otago e Southland                                                                      |
| Nuova Zelanda | Hurricanes                    | Wellington       | I distretti di Wellington, Palmerston North e Napier                                                  |
| Sudafrica     | Bulls                         | Pretoria         | East Rand e la provincia del Limpopo                                                                  |
| Sudafrica     | Cheetahs (fino al 2017)       | Bloemfontein     | Free State e la provincia del Capo Settentrionale                                                     |
| Sudafrica     | Lions                         | Johannesburg     | L'area metropolitana di Johannesburg, il Gauteng meridionale, Mpumalanga e la provincia del Nordovest |
| Sudafrica     | Sharks                        | Durban           | KwaZulu-Natal                                                                                         |
| Sudafrica     | Southern Kings (fino al 2017) | Port Elizabeth   | Provincia del Capo Orientale ed estremità orientale di quella del Capo Occidentale                    |
| Sudafrica     | Stormers                      | Città del Capo   | L'area metropolitana di Città del Capo più i distretti di Cape Winelands, West Coast e Overberg       |

Per la stagione 2007, i Southern Spears, con base a Port Elizabeth avrebbero dovuto sostituire la squadra sudafricana peggio classificata nell'anno precedente. Ma le franchigie oggi presenti nel torneo si opposero al piano spinto dall'ex presidente della federazione, Brian van Rooyen.
Quando il 19 aprile 2006, van Rooyen venne sostituito come presidente la SARU annunciò che gli Spears non avrebbero più fatto parte della contesa. La SARU avviò un'inchiesta dopo la scoperta di irregolarità finanziarie nella gestione della franchigia.
Nell'Agosto 2006 però l'alta corte sudafricana ha sancito la validità del contratto tra gli Spears, la SANZAR e la SARU riconoscendo il diritto a competere nel Super 14 e nella Currie Cup. Causa però altri problemi finanziari ed amministrativi, si è raggiunto un accordo: gli Spears rinunciavano alla causa legale e continueranno ad esistere pur non competendo, almeno per ora nel Super 14.
Nella stagione 2013 i Southern Kings, hanno partecipato al torneo in sostituzione dei Lions, ultimi classificati nella conference sudafricana nell'anno precedente. Dal 2014 sono tornati i Lions.

### Dal 2022
Dal 2022 la formula a 12 squadre prevede i seguenti partecipanti. 
Rimangono le squadre di Australia e Nuova Zelanda. Escono le squadre di Argentina, Giappone e Sudafrica. Entrano due squadre nuove (una figiana e una rappresentativa delle isole del Pacifico con sede in Nuova Zelanda). 
| Paese         | Squadra        | Sede         | Area                                                              |
| ------------- | -------------- | ------------ | ----------------------------------------------------------------- |
| Australia     | Brumbies       | Canberra     | Territorio della Capitale Australiana                             |
| Australia     | Rebels         | Melbourne    | Stato di Victoria                                                 |
| Australia     | Reds           | Brisbane     | Stato del Queensland                                              |
| Australia     | Waratahs       | Sydney       | Stato del Nuovo Galles del Sud                                    |
| Australia     | Western Force  | Perth        | Stato dell'Australia Occidentale                                  |
| Nuova Zelanda | Blues          | Auckland     | Regioni di Auckland e Northland                                   |
| Nuova Zelanda | Chiefs         | Hamilton     | Regioni di Waikato, Baia dell'Abbondanza e Taranaki               |
| Nuova Zelanda | Crusaders      | Christchurch | Regioni di Canterbury, West Coast, Marlborough, Tasman, Nelson    |
| Nuova Zelanda | Highlanders    | Dunedin      | Regioni di Otago e Southland                                      |
| Nuova Zelanda | Hurricanes     | Wellington   | Regioni di Wellington, Manawatu-Wanganui, Baia di Hawke, Gisborne |
| Figi          | Fijian Drua    | Suva         | Figi                                                              |
| Oceania *     | Moana Pasifika | Auckland     | Tonga, Samoa, Isole Cook, Figi, Oceania                           |

- * Sede in Nuova Zelanda.

### Dal 2025
Dal 2025 le squadre partecipanti si sono ridotte a 11 per l'esclusione dei Melbourne Rebels.  
| Paese         | Squadra        | Sede         | Area                                                              |
| ------------- | -------------- | ------------ | ----------------------------------------------------------------- |
| Australia     | Brumbies       | Canberra     | Territorio della Capitale Australiana                             |
| Australia     | Reds           | Brisbane     | Stato del Queensland                                              |
| Australia     | Waratahs       | Sydney       | Stato del Nuovo Galles del Sud                                    |
| Australia     | Western Force  | Perth        | Stato dell'Australia Occidentale                                  |
| Nuova Zelanda | Blues          | Auckland     | Regioni di Auckland e Northland                                   |
| Nuova Zelanda | Chiefs         | Hamilton     | Regioni di Waikato, Baia dell'Abbondanza e Taranaki               |
| Nuova Zelanda | Crusaders      | Christchurch | Regioni di Canterbury, West Coast, Marlborough, Tasman, Nelson    |
| Nuova Zelanda | Highlanders    | Dunedin      | Regioni di Otago e Southland                                      |
| Nuova Zelanda | Hurricanes     | Wellington   | Regioni di Wellington, Manawatu-Wanganui, Baia di Hawke, Gisborne |
| Figi          | Fijian Drua    | Suva         | Figi                                                              |
| Oceania *     | Moana Pasifika | Auckland     | Tonga, Samoa, Isole Cook, Figi, Oceania                           |

- * Sede in Nuova Zelanda.

## Albo d'oro
| Edizione | Vincitore            |
| -------- | -------------------- |
| 1996     | Auckland Blues       |
| 1997     | Auckland Blues       |
| 1998     | Canterbury Crusaders |
| 1999     | Canterbury Crusaders |
| 2000     | Crusaders            |
| 2001     | ACT Brumbies         |
| 2002     | Crusaders            |
| 2003     | Blues                |
| 2004     | ACT Brumbies         |
| 2005     | Crusaders            |
| 2006     | Crusaders            |
| 2007     | Bulls                |
| 2008     | Crusaders            |
| 2009     | Bulls                |
| 2010     | Bulls                |
| 2011     | Reds                 |
| 2012     | Chiefs               |
| 2013     | Chiefs               |
| 2014     | Waratahs             |
| 2015     | Highlanders          |
| 2016     | Hurricanes           |
| 2017     | Crusaders            |
| 2018     | Crusaders            |
| 2019     | Crusaders            |
| 2022     | Crusaders            |
| 2023     | Crusaders            |
| 2024     | Blues                |

### Finali
| Denominazione       | Stagione | Incontro                                 | Risultato | Sede                            | Spettatori |
| ------------------- | -------- | ---------------------------------------- | --------- | ------------------------------- | ---------- |
| Super 12            | 1996     | Auckland Blues — Natal Sharks            | 45-21     | Eden Park, Auckland             | 46 000     |
| Super 12            | 1997     | Auckland Blues — ACT Brumbies            | 23-7      | Eden Park, Auckland             | 40 000     |
| Super 12            | 1998     | Auckland Blues — Canterbury Crusaders    | 13-20     | Eden Park, Auckland             |            |
| Super 12            | 1999     | Otago Highlanders — Canterbury Crusaders | 19-24     | Carisbrook, Dunedin             | 41 500     |
| Super 12            | 2000     | ACT Brumbies — Crusaders                 | 19-20     | Bruce Stadium, Canberra         | 28 753     |
| Super 12            | 2001     | ACT Brumbies — Sharks                    | 36-6      | Canberra Stadium, Canberra      | 26 271     |
| Super 12            | 2002     | Crusaders — ACT Brumbies                 | 31-13     | Lancaster Park, Christchurch    |            |
| Super 12            | 2003     | Blues — Crusaders                        | 21-17     | Eden Park, Auckland             | 47 000     |
| Super 12            | 2004     | ACT Brumbies — Crusaders                 | 47-38     | Canberra Stadium, Canberra      | 28 753     |
| Super 12            | 2005     | Crusaders — Waratahs                     | 35-25     | Lancaster Park, Christchurch    | 35 700     |
| Super 14            | 2006     | Crusaders — Hurricanes                   | 19-12     | Lancaster Park, Christchurch    | 36 500     |
| Super 14            | 2007     | Sharks — Bulls                           | 19-20     | Kings Park Stadium, Durban      | 54 000     |
| Super 14            | 2008     | Crusaders — Waratahs                     | 20-12     | Lancaster Park, Christchurch    | 26 000     |
| Super 14            | 2009     | Bulls — Chiefs                           | 61-17     | Loftus Versfeld, Pretoria       | 55 000     |
| Super 14            | 2010     | Bulls — Stormers                         | 25-17     | Orlando Stadium, Johannesburg   | 40 000     |
| Super Rugby         | 2011     | Reds — Crusaders                         | 18-13     | Lang Park, Brisbane             | 52 113     |
| Super Rugby         | 2012     | Chiefs — Sharks                          | 37-6      | Waikato Stadium, Hamilton       | 25 100     |
| Super Rugby         | 2013     | Chiefs — Brumbies                        | 27-22     | Waikato Stadium, Hamilton       | 25 114     |
| Super Rugby         | 2014     | Waratahs — Crusaders                     | 33-32     | Stadium Australia, Sydney       | 61 823     |
| Super Rugby         | 2015     | Hurricanes — Highlanders                 | 14-21     | Westpac Stadium, Wellington     | 36 000     |
| Super Rugby         | 2016     | Hurricanes — Lions                       | 20-3      | Westpac Stadium, Wellington     | 39 000     |
| Super Rugby         | 2017     | Lions — Crusaders                        | 17-25     | Ellis Park, Johannesburg        | 62 000     |
| Super Rugby         | 2018     | Crusaders — Lions                        | 37-18     | AMI Stadium, Christchurch       | 19 600     |
| Super Rugby         | 2019     | Crusaders — Jaguares                     | 19-3      | Rugby League Park, Christchurch |            |
| Super Rugby Pacific | 2022     | Blues — Crusaders                        | 7-21      | Eden Park, Auckland             | 45 000     |
| Super Rugby Pacific | 2023     | Chiefs — Crusaders                       | 20-25     | Waikato Stadium, Hamilton       | 25 000     |
| Super Rugby Pacific | 2024     | Blues — Chiefs                           | 41-10     | Eden Park, Auckland             | 44 035     |

### Vittorie per Paese
| Squadra       | Campione | Finalista |
| ------------- | -------- | --------- |
| Nuova Zelanda | 20       | 12        |
| Australia     | 4        | 6         |
| Sudafrica     | 3        | 8         |
| Argentina     | 0        | 1         |

### Vittorie per squadra
| Squadra     | Campione | Finalista |
| ----------- | -------- | --------- |
| Crusaders   | 12       | 4         |
| Blues       | 4        | 2         |
| Bulls       | 3        | —         |
| Brumbies    | 2        | 4         |
| Chiefs      | 2        | 3         |
| Waratahs    | 1        | 2         |
| Hurricanes  | 1        | 2         |
| Highlanders | 1        | 1         |
| Reds        | 1        | —         |
| Sharks      | —        | 4         |
| Lions       | —        | 3         |
| Jaguares    | —        | 1         |
| Stormers    | —        | 1         |

### Vittorie regular season
Dal 1996 al 2010 il formato del torneo era un girone unico in cui ogni squadra incontrava tutte le altre in partita di sola andata; per non aggravare i costi di trasferta alcuni turni furono di quattro o cinque incontri, così da permettere alle squadre in visita in un continente di disputare tutti gli incontri in giornate consecutive; per tale ragione il calendario prevedeva 12 giornate invece di 11. Al termine della stagione regolare le migliori quattro disputavano i play-off.
| Edizione | Vincitore      | Qualificate ai play-off                                 |
| -------- | -------------- | ------------------------------------------------------- |
| 1996     | Reds           | Auckland Blues, Northern Transvaal, Natal Sharks        |
| 1997     | Auckland Blues | ACT Brumbies, Hurricanes, Natal Sharks                  |
| 1998     | Auckland Blues | Canterbury Crusaders, Coastal Sharks, Otago Highlanders |
| 1999     | Reds           | Stormers, Otago Highlanders, Canterbury Crusaders       |
| 2000     | ACT Brumbies   | Crusaders, Otago Highlanders, Cats                      |
| 2001     | ACT Brumbies   | Sharks, Cats, Reds                                      |
| 2002     | Crusaders      | Waratahs, ACT Brumbies, Highlanders                     |
| 2003     | Blues          | Crusaders, Hurricanes, ACT Brumbies                     |
| 2004     | ACT Brumbies   | Crusaders, Stormers, Chiefs                             |
| 2005     | Crusaders      | Waratahs, Bulls, Hurricanes                             |
| 2006     | Crusaders      | Hurricanes, Waratahs, Bulls                             |
| 2007     | Sharks         | Bulls, Crusaders, Blues                                 |
| 2008     | Crusaders      | Waratahs, Sharks, Hurricanes                            |
| 2009     | Bulls          | Chiefs, Hurricanes, Crusaders                           |
| 2010     | Bulls          | Stormers, Waratahs, Crusaders                           |

### Vittorie perconference
Tra le stagioni 2011 e 2015 il format fu modificato: le squadre di Australia, Nuova Zelanda e Sudafrica giocarono in 3 conference separate.
Le squadre della stessa conference si sfidavano in gare di andata e ritorno, oltre a giocare 4 gare contro le partecipanti degli altri gironi, per un totale di 16 partite più due bye (riposi) in 18 giornate. Al vincitore regionale veniva assegnato uno specifico trofeo. Ai play-off erano qualificate le vincenti di ogni girone più le altre tre migliori squadre.
| Edizione | Australia | Nuova Zelanda | Sudafrica | Qualificate ai play-off       |
| -------- | --------- | ------------- | --------- | ----------------------------- |
| 2011     | Reds      | Crusaders     | Stormers  | Blues, Waratahs, Sharks       |
| 2012     | Reds      | Chiefs        | Stormers  | Crusaders, Bulls, Sharks      |
| 2013     | Brumbies  | Chiefs        | Bulls     | Crusaders, Reds, Cheetahs     |
| 2014     | Waratahs  | Crusaders     | Sharks    | Brumbies, Chiefs, Highlanders |
| 2015     | Waratahs  | Hurricanes    | Stormers  | Highlanders, Chiefs, Brumbies |

Dal 2016 l'aumento a 18 squadre aumentò il numero di conference a 4, con la divisione in due gironi distinti della Conference Sudafricana. Le partecipanti della stessa conference si sfidavano in partite di andata e ritorno e almeno una volta con tutte le squadre delle altre conference. Ai play-off si qualificavano le 4 vincitrici di ogni conference, le 3 migliori non vincitrici di conference del Gruppo Australasia e la miglior non vincitrice di conference del Gruppo Sud Africa secondo la classifica dei gruppi.  Le classifiche dei gruppi sono state stilate considerando ai primi due posti le vincitrici di conference indipendentemente dai punti effettivi.
| Edizione | Australia | Nuova Zelanda | Sudafrica | Sudafrica 2 | Qualificate ai play-off                 |
| -------- | --------- | ------------- | --------- | ----------- | --------------------------------------- |
| 2016     | Brumbies  | Hurricanes    | Stormers  | Lions       | Highlanders, Chiefs, Crusaders, Sharks  |
| 2017     | Brumbies  | Crusaders     | Stormers  | Lions       | Hurricanes, Chiefs, Highlanders, Sharks |

Dalla stagione 2018 si ritorna al classico formato con tre conference. La riduzione da 18 a 15 squadre permette ad ogni squadra di incontrare tutte quelle del suo girone due volte (andata e ritorno), quattro squadre di un girone in casa propria e altre quattro del terzo girone fuori casa, per un totale di 16 incontri più due bye (riposi). Le otto qualificate ai play-off sono le vincitrici delle tre conferences e le altre cinque squadre con più punti nella classifica generale, indipendentemente dalla conference di appartenenza.
| Edizione | Australia | Nuova Zelanda | Sudafrica | Qualificate ai play-off                           |
| -------- | --------- | ------------- | --------- | ------------------------------------------------- |
| 2018     | Waratahs  | Crusaders     | Lions     | Hurricanes, Chiefs, Highlanders, Jaguares, Sharks |
| 2019     | Brumbies  | Crusaders     | Jaguares  | Hurricanes, Bulls, Sharks, Chiefs, Highlanders    |

## Trofei
Il trofeo del Super 15 è in argento e riporta il logo della competizione su un globo situato su una spirare quadrupla. È alto 49 cm e pesa 2.8 kg. È stato realizzato da Jens Hansen Gold and Silversmith (Nelson, Nuova Zelanda) con un lavoro durato due mesi.
Ci sono molti altri trofei in palio durante la competizione, come il Charles Anderson VC Memorial Cup tra Brumbies e Stormers, la Bob Templeton Cup tra Reds e Waratahs, il Gordon Hunter Memorial Trophy tra Blues ed Highlanders.

## Record del Super Rugby

### Per squadre
- Più punti in un incontro: 96 – Crusaders (96-19 contro Waratahs), 2002
- Meno punti: 0 – Hurricanes (0-11 contro Reds), 1999; Bulls (0-15 contro Brumbies), 1999 (0-29 contro Sharks),1999 (0-23 contro Highlanders), 2005;  Cats (0-64 contro Brumbies), 2000;  Brumbies (0-17 contro Blues), 2006; Reds (0-36 contro Brumbies), 2007 (0-29 contro Brumbies), 2015; Force (0-53 contro Crusaders), 2006; Crusaders (0-6 contro Highlanders), 2009; Stormers (0-22 contro Crusaders),2009,  Highlanders (0-33 contro Stormers), 2011, (0-17 contro Crusaders) 2017; Rebels (0-43 contro Waratahs),2015; Kings (0-53 contro Sharks), 2016; Sharks (0-41 contro Hurricanes), 2016.
- Punteggio più basso: 6 (Highlanders - Crusaiders 6-0, 2009)
- Punteggio più alto:: 137 (Chiefs - Lions 72–65, 2010)
- Maggior scarto 89 (Bulls - Reds 92-3, 2007)
- Più punti in trasferta: 60 – Blues (60-7 contro Hurricanes, 2002)
- Vittorie consecutive: 16 – Crusaders, 2005/06
- Sconfitte consecutive: 17 – Lions, 2009/10/11
- Vittorie consecutive in casa: 26 – Crusaders, 2004-2007
- Più mete in un match: 14 – Crusaders (contro Waratahs), 2002
- Più mete in un anno: 71 – Crusaders, 2005
- Meno mete in una stagione: 13 – Lions, 2007
- Più vittorie in un anno: 14 – Crusaders, 2017 regular season
- Meno vittorie in un anno: 0 – Bulls, 2002 regular season

### Record individuali

#### In una partita
- Punti: 50 – Gavin Lawless, Sharks
- Mete: 5 – Sean Wainui, Chiefs
- Trasformazioni: 13 – Andrew Mehrtens, Crusaders
- Punizioni: 9 – Elton Jantjies, Lions

#### Carriera
- Punti: 1708 – Dan Carter, Crusaders
- Mete: 63 TJ Perenara, Hurricanes
- Trasformazioni: 319 – Richie Mo'unga, Crusaders
- Punizioni: 307 – Dan Carter, Crusaders

#### Stagione
- Punti: 263 – Morné Steyn, Bulls, 2010
- Mete: 15 - Joe Roff, Brumbies, 1997; Rico Gear, Crusaders, 2005
- Trasformazioni: 51 – Stirling Mortlock, Brumbies, 2004
- Punizioni: 51 – Morné Steyn, Bulls, 2010
- Drop: 11 - Morné Steyn, Bulls, 2009

## Rivalità
All'interno del Super Rugby esistono molte rivalità, alcune derivate dalle rispettive franchigie di Currie Cup o di Mitre 10, altre formatesi in seguito.

### Sudafrica
Bulls -  Sharks, Durban contro Pretoria, uno scontro tra le due anime bianche del Sudafrica, inglese e afrikaans. La rivalità si è rafforzata notevolmente nel 2007, quando i Bulls vinsero il Super 14 ai danni proprio degli Sharks con una meta all'ultimo minuto di Bryan Habana.
 Bulls -  Stormers
 Sharks -  Stormers

### Australia
Brumbies -  Reds
 Brumbies -   Waratahs, lo scontro tra la capitale (Canberra) e la principale città australiana, entrambi roccaforti del rugby a XV nel paese. Le due città sono inoltre vicine (286 km) per gli standard australiani.
 Reds -  Waratahs, una delle rivalità più antiche, presente più nel rugby league, con il famoso State of Origin, da cui è arrivata al Super Rugby.

### Nuova Zelanda
Blues -  Chiefs, la cosiddetta "Battle of the Bombays", dal nome di una tradizionale regata disputata ogni anno tra l'università di Auckland e quella del Waikato. Dal momento che la parte meridionale di Auckland è già territorio pertinente alla franchigia di Hamilton questa sfida si può considerare alla stregua di una stracittadina.
 Blues -  Crusaders, forte soprattutto negli anni '90, quando le due squadre vinsero 7 degli 8 titoli tra il 1996 e il 2003, oggi è meno sentita, ma continua ad esistere. Vi furono due finalissime tra queste due franchigie, nel 1998 (vittoria Crusaders) e nel 2003 (vittoria Blues).
 Blues -  Hurricanes, lo scontro tra le due città più grandi della Nuova Zelanda. Da un lato Auckland, capitale economica e più popolosa, dall'altro Wellington, capitale politica.
 Chiefs -  Crusaders, soprattutto negli anni '10 del XXI secolo, quando le squadre si affrontano per ben tre volte in semifinale.
 Crusaders -  Highlanders, il derby dell'isola del Sud. La rivalità si attesta anche a livello universitario tra le due università più antiche del paese, Canterbury da un lato, Otago dall'altro.
 Crusaders -  Hurricanes, derby dello stretto di Cook. Nel 2006 la finalissima, giocata in una nebbia fittissima, premiò i Crusaders, dando nuova linfa ai confronti tra le due squadre.

### Internazionali
Highlanders -  Jaguares

### Storiche
Reds -  Western Force
 Rebels -  Western Force, originatasi nel 2005, quando l'allargamento a una nuova franchigia australiana a partire dalla stagione successiva mette di fronte le proposte di Melbourne e Perth. Sarà la capitale del Western Australia a spuntarla. La rivalità si riacutizza nel 2017, quando una delle due squadre dev'essere tagliata dal campionato a partire dall'anno successivo. Sarà la franchigia del Victoria a sopravvivere.

## Competizioni "domestiche"
Ogni nazione ha una serie di competizioni nazionali con squadre che confluiscono nelle franchigie del Super 15.
Inizialmente il Sud Africa utilizzò le squadre partecipanti alla Currie Cup anziché creare delle squadre ad "hoc". Oggi però la Currie Cup corrisponde al terzo livello rugbistico in Sud Africa, dopo la nazionale e il Super-Rugby. La Currie Cup si svolge dopo la fine del Super 15 tra 15 squadre provinciali le cui cinque principali Blue Bulls, Golden Lions, Natal Sharks, Free State Cheetahs e Western Province contribuiscono maggiormente a dare giocatori alle squadre del Super 15.
In Nuova Zelanda il National Provincial Championship è il più importante torneo dove le rispettive federazioni provinciali (27) sono raggruppate in due divisioni.
Attualmente in Australia ogni stato ha un proprio campionato per club. Nel 2007 fu lanciato il Campionato nazionale per club, chiamato “Mazda Australian Rugby Championship” con lo scopo di colmare la differenza tra il Super 15 e il rugby di club ed è simile alla Currie Cup e alla Air New Zealand Cup. Questo campionato sostituì l'Australian Provincial Championship.
Al campionato hanno partecipato otto team: Sydney Fleet, Central Coast Rays, Western Sydney Rams (dal Nuovo Galles del Sud), Ballymore Tornadoes, East Coast Aces (dal Queensland), Perth Spirits (dall'Australia Occidentale), Melbourne Rebels (dal Vittoria) e Canberra Vikings (dal Territorio della Capitale).
La competizione prevedeva un formato a girone all'italiana di sola andata. Le migliori quattro squadre classificate si qualificavano per le semifinali e le vincenti disputavano la finale. A causa della difficile situazione finanziaria tale campionato non ebbe seguito nel 2008. Nel 2014 venne istituito il nuovo National Rugby Championship.

## Media
Il Super Rugby è trasmesso da M-Net in Sudafrica, SKY Network Television in Nuova Zelanda, e FOX Sports in Australia. Nel 2004, Seven Network, che investe molto nel rugby a 15, disse di non avere interesse in una competizione creata per la pay-TV
Esiste anche un grosso problema relativo ai differenti fusi orari che rendono difficili per i fan seguire le partite delle proprie squadre, impegnate in trasferta.
Il Super Rugby è trasmesso oggi in oltre 40 paesi, tra cui l'Italia (SKY Italia).